# Немильня (притока Зольні)
Немильня, Кеміль — річка в Україні, в Звягельському та Коростенському районах Житомирської області. Права притока Зольні (басейн Прип'яті).

## Опис
Довжина річки приблизно 9,9 км.

## Розташування
Бере початок на південному сході від Кочичиного. Тече переважно на північний захід і в Лісках впадає у річку Зольню, ліву притоку Уборті.
Долина річки являє собою обширні лісові болота на кристалічних породах, вкритих льодовиковими піскамим. Болота пересічені сіткою меліоративних каналів. Береги річки низькі та пологі, лише подекуди трапляються виходи кристалічних порід на поверхню.